# Champ-sur-Barse
Champ-sur-Barse é uma comuna francesa na região administrativa de Grande Leste, no departamento de Aube. Estende-se por uma área de 7,12 km². Em 2010 a comuna tinha 27 habitantes (densidade: 3,8 hab./km²).